# Jules Quantin
Pour les articles homonymes, voir Quantin.
Marie Jules Quantin est un artiste peintre français né le 13 avril 1810 à Paris et mort le 6 février 1884 dans le 11e arrondissement de Paris.

## Biographie
Élève de Léon Cogniet, ce spécialiste de la peinture religieuse exposa au Salon de peinture de 1839 à 1876 et y obtint une médaille de 1re classe lors du Salon de 1861. 
Son épouse, née Ernestine Schwind, fut également une artiste peintre appréciée.

## Œuvres
- Avallon, Yonne, église Saint-Martin, La Résurrection de la fille de Jaïre[3].
- Aubervilliers, Saint-Louis adorant la couronne d'épines[2].
- La Chapelle-Baloue, Creuse, église Notre-Dame-de-Lorette, quatre tableaux dont La Translation de Notre-Dame de Lorette[3] et un Saint-Joseph de son épouse Ernestine[4].
- La Motte-Feuilly, Indre, chapelle du château de la Motte-Feuilly, reproduction de certains tableaux de l'église Saint-Germain-l'Auxerrois et de l'église Notre-Dame-des-Blancs-Manteaux, vers 1870.
- Laroquebrou, Cantal[5], église Saint-Martin, Sainte Madeleine en contemplation, 1845[3].
- Paris, église Saint-Leu, Annonciation[6].
- Paris, église Saint-Nicolas-des-Champs, chapelle Saint-Jean, La Cène, Salon de 1850, commande de l'État sur recommandation du député Bonnefons[2].
- Paris, église Saint-Nicolas-des-Champs, Saint-Étienne allant au martyr, Salon de 1861[2].
- Paris, église Notre-Dame-des-Blancs-Manteaux, La Présentation au temple, cantique de Siméon, Salon de 1867[2].
- Paris, église Saint-Roch, peintures de la chapelle de l'Enfant prodigue[2].
- Paris, église Saint-Germain-l'Auxerrois, chapelle des Saint-Apôtres, La Foi, L'Espérance et la Charité[2].
- Paris, Saint-Vincent-de-Paul, Saint Iréné, Saint Paul, Saint Grégoire et Saint Stéphane[6].
- Tours, Palais de Justice, Allégorie de la Justice, 1849, œuvre couverte par un badigeon, remise à jour en 1984[3].
- Paris, Cour de Cassation (Palais de Justice), Portrait du Baron Mourre.